# 浅野裕一
浅野 裕一（あさの ゆういち、1946年 - ）は、日本の中国哲学研究者、東北大学名誉教授。

## 来歴
1946年、宮城県仙台市生まれ。1971年、東北大学文学部で中国哲学を専攻して卒業。同大学院文学研究科に進み、1976年に博士課程を満期退学。
卒業後は、1977年に島根大学教育学部の助手となり、1978年に講師、1982年に助教授昇格。1988年に母校の東北大学教養部助教授に転じ、1991年に教授昇格。1991年、学位論文『黄老道の研究』を東北大学に提出して文学博士号を取得。1993年より国際文化研究科教授、環境科学研究科教授となり、2011年に東北大学を定年退任。定年と共に名誉教授となった。

## 著作
著書
- 『黄老道の成立と展開』創文社 1992 東洋学叢書
- 『「孫子」を読む』講談社現代新書 1993
- 『孔子神話 宗教としての儒教の形成』岩波書店 1997
- 『儒教　ルサンチマンの宗教』平凡社新書 1999
  - 『儒教　怨念と復讐の宗教』講談社学術文庫 2017
- 『諸子百家 春秋・戦国を生きた情熱と構想力』講談社 2000
  - 文庫化：講談社学術文庫 2004
- 『古代中国の言語哲学』岩波書店 2003
- 『古代中国の文明観 儒家・墨家・道家の論争』岩波新書 2005
- 『古代中国の宇宙論』岩波書店 2006
- 『図解雑学 諸子百家』ナツメ社 2007
  - 改訂『図解 諸子百家の思想』 角川ソフィア文庫 2024
- 『老子と上天　神観念のダイナミズム』 ぷねうま舎 2016

編訳・共著
- 『中国の古典 孫子』編訳 講談社 1986
  - 『孫子』講談社学術文庫 1997
- 『鑑賞中国の古典 第3巻 孟子・墨子』島森哲男 分担共著 角川書店 1989
  - 『墨子』講談社学術文庫 1997
- 『諸子百家〈再発見〉 掘り起こされる古代中国思想』湯浅邦弘共編 岩波書店 2004
- 『古代思想史と郭店楚簡』編 汲古書院 2005
- 『竹簡が語る古代中国思想 上博楚簡研究』全3巻 編 汲古書院 2005-2010
- 『出土文献から見た古史と儒家経典』小沢賢二共著 汲古書院 2012
- 『『甲陽軍鑑』の悲劇　闇に葬られた信玄の兵書』浅野史拡共著 ぷねうま舎 2016

## 参考
- J-GLOBAL 研究者情報
- 諸子百家にまつわる新資料が続々と発掘・孔子・墨子・老子も環境問題について論じていた?! [5]
- 《论语》书名应叫《仑语》:为流传两千年的儒学经典正名(『論語』は『論語』と呼ばれるべき：2000年を経た儒学経典の正式名)[6]